# Listă de muzicieni doo-wop
Aceasta este o listă de muzicieni doo-wop.

## A
- The Accents
- The Ad Libs
- The Alley Cats
- The Angels
- The Aquatones
- The Ardells
- The Avons

## B
- Barry & the Tamerlanes
- The Belmonts
- The Bel-Airs
- Billy Ward and His Dominoes
- Billy and Lillie
- The Blenders
- The Blossoms
- The Blue Jays
- The Bobbettes
- The Bosstones
- Barry Mann

## C
- The Cadets
- The Cadillacs
- The Capitols
- The Capris
- The Cascades
- The Casinos
- The Channels
- The Chantels
- The Charms
- The Charts
- The Chevrons
- The Checkers
- The Chiffons
- The Chimes
- The Chips
- The Chordettes
- The Chords
- The Cleftones
- The Clovers
- The Coasters
- The Collegians
- The Contours
- The Counts
- The Corsairs
- The Crests
- The Crew-Cuts
- The Crows
- The Crystals
- The Cuff Links

## D
- The Danleers
- Danny & the Juniors
- Darts
- The Dells
- The Del-Vikings
- The Delta Rhythm Boys
- The Devotions
- The Diamonds
- Dante & the Evergreens
- Dion
- Dion and the Belmonts
- Don Covay and the Goodtimers
- Don and Juan
- The Dreamlovers
- The Drifters
- The Dubs
- The Duprees
- The Dynamics
- The Del Satins

## E
- The Earls
- The Echoes
- The Edsels
- The El Dorados
- The Elegants
- The Emersons
- The Escorts
- The Esquires
- The Exciters
- The Earth Angels

## F
- The Falcons
- The Famous Flames
- The Fiestas
- The Firebirds
- The Fireflies
- The Five Discs
- The Five Keys
- The Five Satins
- The Five Sharps
- The Flairs
- The Flamingos
- The Fleetwoods
- The Four Lads

## G
- The G-Clefs
- Gene Chandler

## H
- The Halos
- Hank Ballard
- The Harptones
- The Heartbeats
- The Hollywood Flames
- Huey "Piano" Smith & the Clowns

## I
- The Impalas
- The Impressions
- The Innocents
- The Inspirations
- The Ink Spots

## J
- The Jarmels
- The Jesters
- The Jewels
- The Jive Five
- The Jive Bombers
- Johnnie & Joe
- Johnny Maestro & The Brooklyn Bridge
- Jay and the Americans
- Jackie and the Starlites

## K
- Kathy Young and the Innocents
- The King Khan & BBQ Show
- Kenny Vance and The Planotones

## L
- Richard Lanham
- The Larks
- Lee Andrews & the Hearts
- Little Anthony & the Imperials
- Little Caesar & the Romans
- Frankie Lymon

## M
- The Majors
- The Marcels
- Mark Sultan
- The Marvelows
- Marvin & Johnny
- The Mello-Kings
- The Midnighters
- The Miracles
- The Mohawks
- The Monotones
- The Moonglows
- The Mystics

## N
- The Nutmegs
- Neil Sedaka
- Nino and the Ebb Tides[1]

## O
- The Olympics
- The Orioles
- The Orlons
- The Overtones

## P
- The Paradons
- The Paragons
- The Parliaments
- Paul Anka
- The Penguins
- The Platters
- The Premiers

## Q
- The Quintones
- The Quotations

## R
- The Radiants
- The Raindrops
- Randy & the Rainbows
- The Ravens
- The Reflections
- The Regents
- The Rivingtons
- Robert & Johnny
- Rockin' Chairs[2][3]

- Ronnie & the Hi-Lites
- Rosie & The Originals
- Roy Hamilton
- Ruben and the Jets
- Rocky Sharpe
- Ruby & the Romantics

## S
- The Sensations
- The Shells
- Shep and the Limelites
- The Shirelles
- Shirley & Lee
- The Showmen
- The Silhouettes
- The Six Teens
- The Skyliners
- The Solitaires
- The Spaniels
- The Stereos
- The Students
- The Supremes
- The Smeezingtons

## T
- The Teenagers
- The Teddy Bears
- The Temptations
- The Tokens
- The Turbans
- Thurston Harris

## V
- The Valentines
- The Valiants
- Vampiri
- The Velvets
- The Volumes
- Vito & the Salutations

## W
- Maurice Williams and the Zodiacs
- Otis Williams and the Charms
- The Wildwoods

## Z
- The Zippers
- The Zirkons